# Tithraustes butes
Tithraustes butes är en fjärilsart som beskrevs av Druce 1885. Tithraustes butes ingår i släktet Tithraustes och familjen tandspinnare. Inga underarter finns listade i Catalogue of Life.